# XMule
xMule é um cliente para a rede eDonkey, de partilha de ficheiros através do P2P. O xMule foi desenvolvido a partir do LMule, que por sua vez foi desenvolvido a partir do eMule, com intenção de o trazer para a plataforma Linux.